# زمین‌خزک سنگی
زمین‌خزک سنگی یا زمین‌خزک صخره‌ای (نام علمی: Ochetorhynchus andaecola)، گونه‌ای از پرندگان در زیرخانواده Furnariinae از خانواده تنورمرغان (Furnariidae) است که در آرژانتین و بولیوی و به صورت سرگردان در شیلی یافت می‌شود.